# 中环路 (成都市)
成都中环路，又称2.5环路，是成都市区内的一条环形公路，位于二环路与三环路之间，由一品天下大街，青羊大道，武阳大道，科园大道，紫瑞大道，火车南站西路，火车南站东路，机场路东沿线，锦绣大道，建材路，建材路北延线、崔家店路，二仙桥西路，八里庄路、昭觉寺横路，双荆路、洞子口路，金府路，交大路等道路组成。

## 外部連結
- 成都2.5环全线通车 注意单行道 （页面存档备份，存于）2012-11-14 08:03:13